# Wizball
Wizball is een computerspel uit 1987. Het werd ontwikkeld door Sensible Software en uitgeven door Ocean Software. De speler speelt in deze actiespel een vriendelijke tovenaar die zich in een groene bal kan veranderen om de wereld te verdedigen tegen kleurzuigende vijanden.

## Platforms
| Jaar | Platform                                               |
| ---- | ------------------------------------------------------ |
| 1987 | Amstrad CPC, Commodore 64, DOS, PC Booter, ZX Spectrum |
| 1988 | Amiga, Atari ST, Thomson TO                            |

## Ontvangst
| Beoordeeld door        | Platform     | Datum          | Score |
| ---------------------- | ------------ | -------------- | ----- |
| Your Commodore         | Commodore 64 | augustus 1987  | 100%  |
| Pixel-Heroes.de        | Commodore 64 | juli 2003      | 100%  |
| Zzap!                  | Commodore 64 | juli 1987      | 96%   |
| Happy Computer         | Commodore 64 | 1986           | 92%   |
| Commodore User         | Commodore 64 | september 1989 | 92%   |
| Commodore Format       | Commodore 64 | mei 1994       | 85%   |
| The Games Machine (GB) | ZX Spectrum  | oktober 1987   | 80%   |
| CU Amiga               | Amiga        | juni 1988      | 80%   |
| Power Play             | DOS          | maart 1988     | 75%   |
| Power Play             | Atari ST     | februari 1988  | 75%   |

## Trivia
- Het spel is opgenomen in het boek 1001 Video Games You Must Play Before You Die van Tony Mott.